# Leporinus agassizii
Leporinus agassizii is een straalvinnige vissensoort uit de familie van de kopstaanders (Anostomidae). De wetenschappelijke naam van de soort is voor het eerst geldig gepubliceerd in 1876 door Franz Steindachner. Hij noemde de soort naar Louis Agassiz. De soort komt voor in het Amazonebekken.